# Sexbomba
Sexbomba – polski zespół grający muzykę z pogranicza punk rocka i rock’n’rolla.

## Historia
Powstał w 1986 w Legionowie, założony przez wokalistę Roberta Szymańskiego, gitarzystę Bogdana Kozieła, basistę Bogdana Roguckiego i perkusistę Krzysztofa Wiechowicza. Latem tego samego roku zespół zakwalifikował się na FMR Jarocin. W 1987 wystąpił tam ponownie oraz wziął udział koncertach Rock Pokój w gdańskiej hali Oliwii i warszawskim Rock Atak. W tym okresie Kozieła, Roguckiego i Wiechowicza zastępowali kolejno: Waldemar Lewandowski, Piotr Welcel oraz Dominik Dobrowolski. W 1989 zespół wystąpił na warszawskim festiwalu Róbrege, po raz kolejny na festiwalu w Jarocinie, a także zagrał koncerty na terenie ZSRR (m.in. Grodno). W tym czasie powstały pierwsze nagrania zespołu rozprowadzane przez zespół na koncertach w postaci kasety „Kiedy?!? wreszzcie wybuchnie Sex Bomba” (w 2006 materiał został wznowiony na płycie pt. „Lekcja historii”), a do zespołu powrócił gitarzysta Bogdan Kozieł.
W 1990 wytwórnia Arston wypuściła na rynek pierwszy album grupy „To niemożliwe”. Dwa lata później ukazała się kolejna płyta „Alkohol”. W 1993 do zespołu powrócił Lewandowski zastępując po raz kolejny Kozieła. Z nim w składzie muzycy nagrali koncertowy album „Boom” oraz nowy materiał studyjny „Zamachy bombowe” zagrali również koncert na festiwalu w Opolu w 1994 roku. Pod koniec 1995 Lewandowskiego zastąpił Artur Foremski. Z Foremskim została nagrana kolejna płyta „Viva”. W 1996 Dobrowolskiego (związał się wówczas z zespołem De Su) zastąpił Dariusz Piskorz (ex–Paraphrenia). Zespół wystąpił na „Przystanku Woodstock”. W kwietniu 1997 roku Sexbomba jako pierwszy polski wykonawca umieściła w sieci własną stronę internetową. W 1999 zespół wydał album „Hallo, to ja” oraz wystąpił na Festiwalu Polskiej Piosenki w Opolu z piosenką „Pojedźmy na Hel”.
W 2000 ukazała się kompilacja „Woda woda woda” zawierająca utwory z dotychczasowego okresu działalności zespołu. W następnym roku ukazał się kolejny premierowy materiał „Historia jakiej nie znał świat”i zespół po raz kolejny wystąpił na Festiwalu Opolskim z piosenką „Molo”. W 2003 Foremskiego zastąpił Bogdan Nowak. Rok później do zespołu powrócił Dominik Dobrowolski. W tym składzie zespół nagrał kolejny album „NEWYORKSYTY”, który ukazał się w 2005. W tym składzie Sexbomba wystąpiła na festiwalu w Jarocinie w 2006, a w 2007 zespół wydał trzypłytowy album „SeXXbomba” z okazji 20-lecia swojego istnienia. Album oprócz zapisu jubileuszowego koncertu na CD i zestawu singli zawierał również jubileuszowy koncert w wersji DVD z gościnnym udziałem m.in. Pawła Kukiza i Anji Orthodox, dokumentalny film biograficzny, oraz zestaw teledysków. Wcześniej, bo w 2006 roku wznowione zostało na CD „Lekcja historii” pierwsze demo zespołu „Kiedy?!?...” uzupełnione bonusami. W 2009 roku doszło do wznowienia albumu „Viva” – w wersji dwupłytowej. Tym razem zremiksowany materiał ukazał się wraz z dodatkową płytą DVD zawierającą koncert Sexbomby na „Przystanku Woodstock” w 1996 roku. Do płyty DVD dodano również kilka wideoklipów.
W 2011 ukazała się kolejna płyta Sexbomby zatytułowana „CTRL+ALT+DELETE” – zawierająca zestaw dwunastu premierowych utworów oraz film dokumentalny „Punk nie gryzie” nakręcony podczas VI edycji Legionowo Rock Festiwal. Na tej płycie znajduje się utwór „Raz przeżyty dzień” w którym oprócz Roberta Szymańskiego gościnnie zaśpiewali: Siczka (KSU), Zygzak (TZN Xenna), Harcerz (Analogs), Cichy (Fort BS), Jaromir (WC), Iglak (Bulbulators) i Marek Wiernik. Była to największa tego rodzaju produkcja w historii polskiego punk rocka, a do utworu powstał teledysk z udziałem wymienionych gości, który również znajduje się na płycie. We wrześniu 2012 roku ukazała się zremiksowana wersja albumu „Zamachy bombowe”. Jako bonus na tej samej płycie CD umieszczono wydany w 1993 r. jedynie na kasecie „Boom” koncert Sexbomby pochodzący z 1992 roku.
W listopadzie 2013 premiera kolejnego albumu Sexbomby – „Abstrahuj”. Na której znalazło się 11 premierowych utworów i jeden bonus. Do promocji albumu wybrano utwór „Mały Promil”, do którego powstał również teledysk. W 2016 ukazał się kolejny album grupy zatytułowany „Spam”, promowany rekordową liczbą teledysków w historii grupy (nakręcono sześć teledysków do utworów z tego albumu), a w styczniu 2017 dwupłytowe, winylowe wydawnictwo „Sexxxbomba” zawierające utwory zebrane oraz dwa premierowe nagrania.
Jubileuszowy koncert Sexbomby, który odbył się 14 stycznia 2017 w warszawskim klubie Stodoła oprócz licznej publiczności zgromadził na jednej scenie także takie zespoły jak Armia, KSU, Moskwa, The Bill, Prawda, Pull The Wire, Cela nr 3. W latach 2015 – 2017 Sexbomba występowała na Przystanku Woodstock. W czerwcu 2018 Sexbomba po raz kolejny zmieniła skład. Nowym perkusistą grupy został Hubert Traczyk, który zastąpił Dominika Dobrowolskiego.
Na przełomie 2018 i 2019, z inicjatywy Roberta Szymańskiego powstała formacja United PUNK Orchestra, w której skład weszli aktualni muzycy Sexbomby.
W grudniu 2019 roku. ukazało się wspólne wydawnictwo zespołów Sexbomba i Prawda – Split. Zawiera ono dwa premierowe utwory Sexbomby „Rzuć monetą” i „Mniejsze zło” oraz dwa premierowe utwory zespołu Prawda. Do każdego, 12 calowego winyla dołączono CD z tym samym zestawem utworów. Do obu utworów Sexbomby powstały teledyski.

## Muzycy

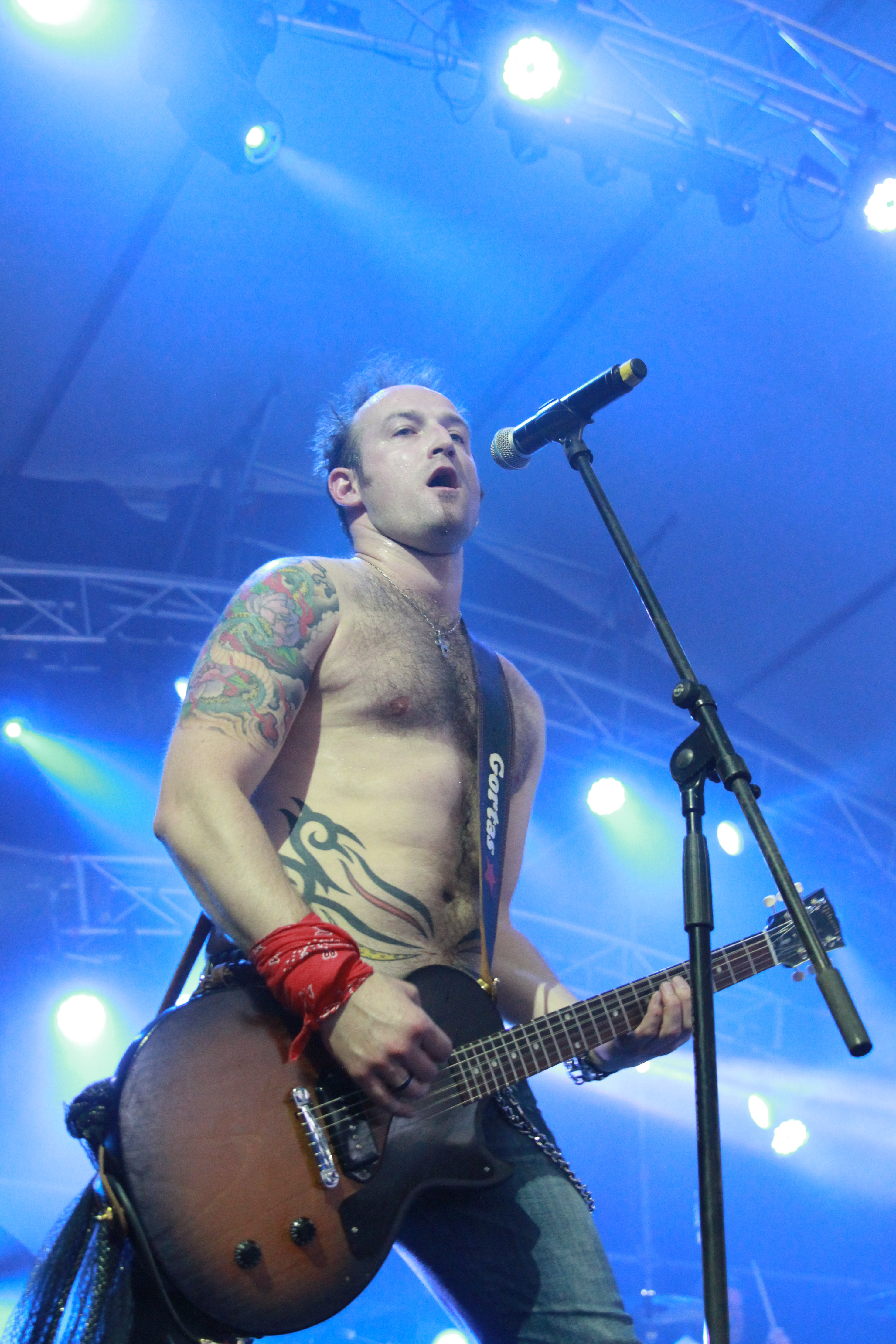
Maciek Gortatewicz, Woodstock 2015

- Robert Szymański – wokal (od 1986)
- Bogdan Kozieł – gitara (1986–1987; 1989–1993)
- Bogdan Rogucki – gitara basowa (1986–1987)
- Krzysztof Wiechowicz – perkusja (1986–1987)
- Krzysztof Grabowski – perkusja (1987)
- Piotr Welcel – gitara basowa (od 1987)
- Waldemar „Los Valdemaros” Lewandowski – gitara (1987–1989; 1993–1996)
- Dominik Dobrowolski – perkusja (1988–1996; od 2004 do 2018)
- Tomek Szafrański – perkusja (1996)
- Artur Foremski – gitara (1995–2003)
- Dariusz Piskorz – perkusja (1996–2004)
- Bogdan Nowak – gitara (2003 – 2013)
- Adam Szymański – gitara (2013)
- Maciek Gortatewicz – gitara (od 2013)
- Hubert Traczyk – perkusja (od 2018)

## Dyskografia

### Albumy
- To niemożliwe (1990)
- Alkohol (1992)
- Boom (1993)
- Zamachy bombowe (1993)
- Viva (1996)
- Hallo to ja (1999)
- Woda woda woda (2000)
- Historia jakiej nie znał świat (2001)
- NEWYORKSYTY (2005)
- Lekcja historii (2006)
- SeXXbomba (2007)
- Viva/Przystanek Woodstock (2009)
- CTRL+ALT+DELETE (2011)
- Zamachy Bombowe/Boom (2012)
- Abstrahuj (2013)
- Spam (2016)
- Sexxxbomba (2017)
- Rzuć Monetą / Pitbull (2019) Sexbomba / Prawda (split)
- XXXV (2021)
- Sexbomba / Farben Lehre (2021) Farben Lehre / Sexbomba (split)
- Sztuczna Inteligencja Kontra Prawdziwa Głupota (2024)
- Melodie z Musztardą (2025)

### Albumy demo
- Kiedy?!? wreszzcie wybuchnie Sex Bomba (1989)

### Single
| „Pierwszy dzień niewoli”          | 1990 | 20 | –  | –  | To niemożliwe |
| „Gdzie są chłopcy z tamtych lat?” | 1991 | 29 | –  | –  | To niemożliwe |
| „Taki jak ja”                     | 1992 | 29 | –  | –  | Alkohol       |
| „Hallo, to ja”                    | 1998 | 20 | 49 | 26 | Hallo to ja   |
| „–” singel nie był notowany.      |      |    |    |    |               |